# (2222) Лермонтов
(2222) Лермонтов (лат. Lermontov) — типичный астероид главного пояса, который был открыт 19 сентября 1977 года советским астрономом Николаем Черных в Крымской обсерватории и 1 марта 1981 года был назван в честь великого русского поэта Михаила Лермонтова.

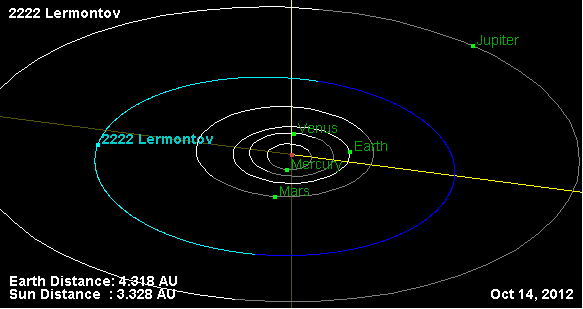
Орбита астероида Лермонтов и его положение в Солнечной системе